# Condé-sur-Vire
Condé-sur-Vire ist eine französische Gemeinde mit 4.136 Einwohnern (Stand: 1. Januar 2022) im Département Manche in der Region Normandie. Sie gehört zum Arrondissement Saint-Lô und zum Kanton Condé-sur-Vire. Die Einwohner werden Condéens genannt.
Mit Wirkung vom 1. Januar 2016 wurde Condé-sur-Vire mit der ehemaligen Gemeinde Le Mesnil-Raoult fusioniert und zu einer Commune nouvelle unter dem gleichen Namen umgestaltet. Am 1. Januar 2017 trat noch die früher eigenständige Gemeinde Troisgots hinzu. Alle ehemaligen Gemeinden haben in der neuen Gemeinde den Status einer Commune déléguée.

## Gliederung
| Ortsteil                         | ehemaliger INSEE-Code | Fläche (km²) | Einwohnerzahl zum 1. Januar 2018 |
| -------------------------------- | --------------------- | ------------ | -------------------------------- |
| Condé-sur-Vire (Verwaltungssitz) | 50139                 | 24,85        | 3323                             |
| Le Mesnil-Raoult                 | 50319                 | 03,98        | 0367                             |
| Troisgots                        | 50608                 | 07,53        | 0343                             |

## Geographie
Condé-sur-Vire liegt am Fluss Vire. Umgeben wird Condé-sur-Vire von den Ortschaften Saint-Lô im Norden, La Barre-de-Semilly im Norden und Nordosten, Saint-Jean-d’Elle mit Saint-Jean-des-Baisants im Nordosten, Saint-Amand im Osten, Torigni-sur-Vire im Südosten, Brectouville im Süden, bis zur Fusion: Troisgots im Südwesten und Le Mesnil-Raoult im Westen, Saint-Romphaire im Westen, La Mancellière-sur-Vire, Sainte-Suzanne-sur-Vire und Baudre im Nordwesten.
Durch die Gemeinde führt die Route nationale 174.

## Sehenswürdigkeiten

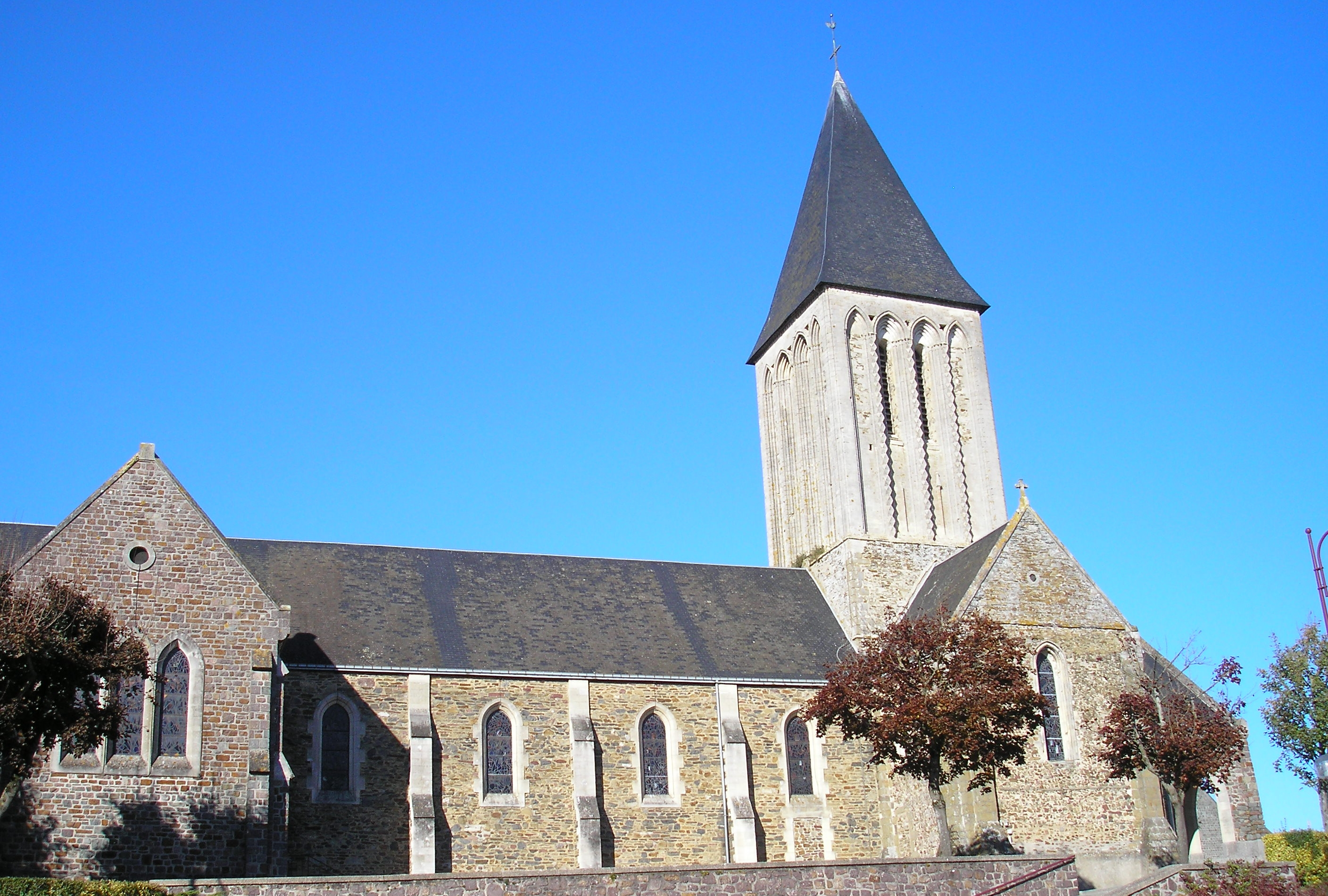
Kirche Saint-Martin

- Kirche Saint-Martin, Gruft aus 1131, Monument historique
- Kapelle Saint-Jean-de-Brébeuf
- Roches de Ham, Schieferfelsen mit bis zu 105 Meter Höhe oberhalb des Flusses Vire, Wander- und Kletterwege
- Herrenhaus von Arganchy aus dem 15. Jahrhundert
- Herrenhaus von Bélinière aus dem 17. Jahrhundert

## Gemeindepartnerschaft
Mit der britischen Gemeinde Bordon in Hampshire (England) besteht eine Partnerschaft.

## Persönlichkeiten
- Jean de Brébeuf (1593–1649), Jesuit und Missionar in Neufrankreich (nördliche USA und Kanada)